# Mehka logika
Mehka logika (angleško fuzzy logic) je matematična razširitev Boolove logike, ki pozna samo dve stanji (0 in 1) na neskončno število stanj (interval {\displaystyle [0,1])}. 
Mehko logiko je javnosti leta 1965 prvič predstavil znanstvenik Lofti A. Zadeh.

## Mehka množica
Mehke množice (angleško fuzzy sets) so razširitev običajnih, ostrih množic (angleško crisp sets). Medtem ko ima lahko pripadnostna funkcija ostre množice zalogo vrednosti {\displaystyle \{0,1\}} (tj. določen element pripada ali ne pripada tej množici), ima pripadnostna funkcija mehke množice ({\displaystyle \mu _{A}}) zalogo vrednosti znotraj intervala {\displaystyle [0,1]}. Torej je lahko določen element v mehki množici vsebovan s pripadnostjo {\displaystyle \in [0,1]}.
Primer
Opazujemo skupino ljudi. Definirajmo množico
{\displaystyle A=\left\lbrace x;\ x{\text{ je človek in }}x{\text{ je mlad}}\right\rbrace }
Torej množica vsebuje vse ljudi, ki so mladi. Če na množico gledamo kot na običajno množico, ji lahko posamezen človek v celoti pripada ali pa v celoti ne pripada. Problem nastopi z definicijo mladosti. Lahko rečemo, da je človek, ki je mlajši od tridesetih let mlad. Iz tega sledi, da človeka, ki je star trideset let in en mesec nimamo več za mladega, kar je nesmisel. Medtem, ko so pri običajnih množicah prehodi med pripadnostjo in nepripadnostjo ostri, diskretni, so pri mehkih množicah le ti počasni, zvezni. Če gledamo na množico {\displaystyle A} kot na mehko množico, ji bo človek, ki je star 30 let in en mesec pripadal z za malenkost manjšo pripadnostjo kot človek, ki je star 29 let in 11 mesecev. Primer pripadnostne funkcije za množico {\displaystyle A} ilustrira slika 1.

## Mehka logika
Mehka logika se kot običajna logika ukvarja z izjavami. V običajni logiki so lahko izjave pravilne ali napačne, torej njihova zaloga vrednosti zasede vrednosti 1 in 0. Mehka logika dovoljuje tudi vmesne vrednosti, torej dovoljuje delno pravilnost. Temu rečemo stopnja pravilnosti (degree of truth).

## Operatorji v mehki logiki
S pomočjo operatorjev lahko združujemo enostavnejše izjave v kompleksnejše. Osnovni trije operatorji, ki tvorijo poln nabor so NOT (ne), AND (in), OR (ali). Te operatorje lahko definiramo tudi v mehki logiki, in sicer na več načinov. Operatorji, ki jih je uvedel že Zadeh, so definirani kot:
- NOT {\displaystyle \not X=1-X},
- AND {\displaystyle X\land Y=\min(X,Y)} ali {\displaystyle X\land Y=X\cdot Y},
- OR {\displaystyle X\lor Y=\max(X,Y)} ali {\displaystyle X\lor Y=X+Y-X\cdot Y},

pri čemer je {\displaystyle X} stopnja pravilnosti prve izjave in {\displaystyle Y} stopnja pravilnosti druge izjave.